# Département Abdi
Das Département Abdi (arabisch مقاطعة أبدي) ist eines von drei Départements in der Provinz Wadai im Osten des Tschad; es liegt im südlichen Teil der Provinz. Der Hauptort des Départements ist Abdi. Beim Zensus im Jahr 2009 wurden 114.055 Einwohner gezählt.

## Verwaltungsuntergliederung
Das Département ist in drei Unterpräfekturen unterteilt:
- Abdi
- Abkar Djombo
- Biyeré